# P'ambaki Lerrnashght'a
P'ambaki Lerrnashght'a är en bergskedja i Armenien. Den ligger i den nordvästra delen av landet, 60 kilometer norr om huvudstaden Jerevan.
Trakten runt P'ambaki Lerrnashght'a består i huvudsak av gräsmarker. Runt P'ambaki Lerrnashght'a är det ganska tätbefolkat, med 149 invånare per kvadratkilometer.